# Püspökladány (distrikt)
Püspökladány är ett distrikt i Ungern. Det ligger i provinsen Hajdú-Bihar, i den centrala delen av landet, 160 km öster om huvudstaden Budapest.